# Let It Snow (roman)
Let It Snow: Three Holiday Romances är en ungdomsbok av de amerikanska författaren John Green, Maureen Johnson och Lauren Myracle som gavs ut år 2008 i USA.
Romanen följer livet på några ungdomar i en liten stad som heter Gracetown mitt i en snöstorm. Romanen består av tre olika berättelser: The Jubilee Express, A Cheertastic Christmas Miracle och The Patron Saint of Pigs som alla flätas samman med varandra. Karaktärerna växer och upplever kärlek samtidigt som de trotsar den "största snöstormen på 50 år".

## Film
Den 9 september 2014 köpte Universal Studios rättigheterna till att göra boken till en film. Scott Stuber och Dylan Clark kommer producera filmen.